# Pensamento intuitivo
O pensamento intuitivo é uma forma de pensamento caracterizada pelo uso da intuição. Diz-se que um indivíduo pensa intuitivamente quando, tendo trabalhado por muito tempo sobre um problema, repentinamente encontra a solução, para a qual, porém, tem que descobrir uma prova formal. Por outro lado, diz-se que um indivíduo é um bom matemático intuitivo se, quando outros lhe apresentam problemas, é capaz de, rapidamente, dar indicações muito boas sobre se algo é deste ou daquele modo, ou sobre qual será a mais fecunda abordagem de um problema, entre as várias possíveis.
É Jerome S. Bruner quem mais destaca a importância da distinção entre pensamento analítico e intuitivo.